# Pablo Chinchilla
Pablo Chinchilla Vega (San José, 1978. december 21. –) Costa Rica-i válogatott labdarúgó.

## Pályafutása

### Klubcsapatban
Az Alajuelense utánpótlásában nevelkedett, de még mielőtt bemutatkozhatott volna a felnőtt csapatban, kölcsönben Ausztriába került a Rheindorf Altach együtteséhez. 1999-ben mutatkozott be az Alajuelense első csapatában, ahol 2006-ig játszott és öt bajnoki cím mellett 2004-ben megnyerte a CONCACAF-bajnokok ligáját. 2005-ben a Los Angeles Galaxynál szerepelt kölcsönben, majd azt követően 2006 és 2008 között a Rheindorf Altach játékosa volt. 2008-ban rövid időre hazatért a Municipal Liberia együtteséhez. 2009 és 2011 között a LASK Linz csapatát erősítette. Később alacsonyabb osztályú osztrák klubokban szerepelt. 

### A válogatottban
1999 és 2008 között 39 alkalommal szerepelt a Costa Rica-i válogatottban és 1 gólt szerzett. Bemutatkozására 2001 novemberében került sor egy Jamaica elleni világbajnoki-selejtező alkalmával. Részt vett a 2002-es világbajnokságon, de nem kapott lehetőséget egyetlen mérkőzésen sem. Tagja volt a 2000-es, a 2003-as és a 2007-es CONCACAF-aranykupán szereplő válogatott keretének is.

## Sikerei, díjai
LD Alajuelense
- Costa Rica-i bajnok (5): 1999–00, 2000–01, 2001–02, 2002–03, 2004–05
- CONCACAF-bajnokok ligája győztes (1): 2004
- UNCAF-klubcsapatok kupája győztes (2): 2002, 2005

## Külső hivatkozások
- Pablo Chinchilla adatlapja a National-Football-Teams.com oldalon (angolul)

- Pablo Chinchilla (angol nyelven). FootballDatabase.eu
- Pablo Chinchilla (német nyelven). kicker.de
- Pablo Chinchilla adatlapja a worldfootball.net oldalon (angolul)